# Zipoetopsis dissimilis
Zipoetopsis dissimilis là một loài bọ cánh cứng trong họ Cerambycidae.